# Коли-титър
Коли-титър е показател за оценка на бактериологичния състав на водата. Изразява количеството вода (изразено в куб.см.) в което се открива една бактерия Bacterium coli. Използва се за установяване на санитарното състояние на водата и за измерване на риска от заразяване с патогенни бактерии, попадащи във водоизточниците чрез непречистени битово-фекални води. Колкото по-голям е коли-титърът, толкова по-чиста е водата. Аналогичен показател е коли-индексът, като зависимостта между двата показателя може да се изрази с формулата: Коли-титър = 1000/коли-индекс